# حاجی‌آباد (بخش مرکزی مرودشت)
حاجی آباد (باز مانده شهر استخر) یک روستا در نزدیکی تخت جمشید است که در استان فارس واقع شده‌است. حاجی آباد ۱٬۷۸۱ نفر جمعیت دارد.